# Glichów
Glichów – wieś w Polsce, położona w województwie małopolskim, w powiecie myślenickim, w gminie Wiśniowa.
W latach 1975–1998 miejscowość administracyjnie należała do województwa krakowskiego.

## Położenie
Miejscowość znajduje się w dwóch mezoregionach geograficznych. Część północna położona jest na Beskidzie Makowskim u podnóży Pasmem Glichowca, część południowa na północno-wschodnich stokach Kamiennika Północnego należącego również do Beskidu Makowskiego. Zasańska Przełęcz oddziela ją od sąsiedniego na zachód Zasania. Spod przełęczy tej spływa przez Glichów potok Czerwin uchodzący do Krzyworzeki.

## Integralne części wsi
| SIMC    | Nazwa     | Rodzaj    |
| ------- | --------- | --------- |
| 0342255 | Bukowina  | część wsi |
| 0342261 | Czernin   | część wsi |
| 0342278 | Działy    | część wsi |
| 0342284 | Pasternik | część wsi |
| 0342290 | Podlesie  | część wsi |
| 0342309 | Za Górą   | część wsi |
| 0342315 | Zarzecze  | część wsi |